# My Generation (Lied)
My Generation (englisch für „Meine Generation“) ist ein Lied der britischen Rockband The Who, das im Oktober 1965 erschien.

## Entstehung und Veröffentlichung
Getextet und komponiert wurde das Lied vom Who-Gitarristen Pete Townshend. Als hauptsächliche Inspiration gab er Mose Allisons Young Man Blues an; er ging sogar so weit zu sagen, dass ohne Mose das Lied nicht entstanden wäre. Für die Produktion zeichnete Shel Talmy verantwortlich.

Die Erstveröffentlichung von My Generation erfolgte als Single am 29. Oktober 1965 bei Brunswick Records. Diese erschien in Europa als 7″-Single mit der B-Seite Shout and Shimmy (Katalognummer: 05944). In Australien und den Vereinigten Staaten erschien die Single im Folgemonat mit der B-Seite Out in the Street (Katalognummer: Decca 31877). In den folgenden Monaten und Jahren erschienen weltweit diverse weitere Singleausführungen, die sich durch die Anzahl und Auswahl der B-Seiten unterscheiden. Am 3. Dezember 1965 erschien das Lied als Teil des gleichnamigen Debütalbums der Band (Katalognummer: LAT 8616).

## Inhalt
In einem Interview für den Rolling Stone beschrieb Townshend das Lied als Ausdruck über die Suche der Jugend nach ihrem Platz in der Gesellschaft und 1989 sprach er in der US-amerikanischen Nachrichtensendung Good Morning America über die berühmte Textzeile „I hope I die before I get old“, für ihn hätte zur Entstehungszeit „old“ sehr reich bedeutet.
Der Text des Liedes liefert in komprimierter Form eine Zusammenfassung der Jugendrebellion und im Gesamteindruck ist in diesem Stück eine Vorahnung des Punkrocks zu erkennen. In Erinnerung bleibt auch der Stotter-Gesang von Leadsänger Roger Daltrey, den der Bandmanager Kit Lambert nach zwei Aufnahmen vorschlug, damit er klingt wie ein britischer Jugendlicher auf Speed. Dies führte dazu, dass die BBC das Stück lange nicht spielte, um die Gefühle von Stotterern nicht zu verletzen. Besonders im Call and Response wird der Einfluss des Rhythm and Blues erkennbar. Daltrey singt den ersten Satz und John Entwistle sowie Townshend antworten im Begleitgesang:

“People try to put us d-down (Talkin’ ’bout my generation).
Just because we g-g-get around (Talkin’ ’bout my generation).
Things they do look awful c-c-cold (Talkin’ ’bout my generation).
I hope I die before I get old (Talkin’ ’bout my generation).”

## Liveaufführungen
Liveversionen des Liedes uferten oft aus, so dauert die Darbietung auf dem Album Live at Leeds 14:27 Minuten. Bei Livedarbietungen gegen Ende der 1960er-Jahre wurden auch oft Teile aus der Rockoper Tommy eingebaut.

## Besetzung
- Roger Daltrey – Leadgesang
- John Entwistle – Bass, Begleitgesang
- Keith Moon – Schlagzeug
- Pete Townshend – Begleitgesang, Gitarre

## Rezeption
Das Musikmagazin Rolling Stone listete das Stück auf ihrer Liste der „500 besten Songs aller Zeiten“ auf Platz 11, er ist Teil der Rock-and-Roll-Hall-of-Fame-Liste „500 Songs that shaped Rock and Roll“ und wurde 1999 mit einem Grammy Hall of Fame Award als künstlerisch und historisch signifikanter Song ausgezeichnet. Trotz des vielen Airplays insbesondere bei Piratensendern erreichte der Hit keine großen Umsatzzahlen.
My Generation wurde als Vorspannlied des 2016 erschienenen Animefilm A Silent Voice verwendet.

## Kommerzieller Erfolg

### Chartplatzierungen
My Generation stieg am 4. November 1965 auf Rang 33 der britischen Singlecharts ein und erreichte am 25. November 1965 mit Rang zwei seine beste Platzierung. Es ist damit die erfolgreichste Chartsingle der Band im Vereinigten Königreich, die sich lediglich zwei Wochen lang The Carnival Is Over von den Seekers geschlagen geben musste. Darüber hinaus avancierte My Generation zum Top-10-Hit in den Niederlanden (Rang 5), Deutschland (Rang 6) und Österreich (Rang 9).
| ChartsChartplatzierungen       | Höchstplatzierung | Wochen/ Monate |
| ------------------------------ | ----------------- | -------------- |
| Deutschland (GfK)              | 6 (2,5 Mt.)       | 2,5 Mt.        |
| Österreich (Ö3)                | 9 (1 Mt.)         | 1 Mt.          |
| Vereinigte Staaten (Billboard) | 74 (5 Wo.)        | 5 Wo.          |
| Vereinigtes Königreich (OCC)   | 2 (17 Wo.)        | 17 Wo.         |

### Auszeichnungen für Musikverkäufe
| Land/Region                  | Auszeichnungen für Musikverkäufe (Land/Region, Auszeichnung, Verkäufe) | Verkäufe |
| ---------------------------- | ---------------------------------------------------------------------- | -------- |
| Vereinigtes Königreich (BPI) | Platin                                                                 | 600.000  |
| Insgesamt                    | 1× Platin ·                                                            | 600.000  |

## Coverversionen
Coverversionen gibt es unter anderem von Oasis, Iron Maiden, Alice Cooper, Count Five, Hilary Duff, Green Day, Böhse Onkelz, Phish, Floater, The Wahas, The Zimmers, Gorky Park, Di-Rect, Generation X, Acrylic Steel, The Sweet, Helge Schneider und The Mona Lisa Twins. Patti Smith beendete mit dem Song ihre Konzerte zwischen 1974 und 1978 und Hilary Duff verwendete ihre Version in Japan als Bonustrack für ihr zweites Album. Von Kristof Schreuf gibt es eine Coverversion von Scarborough Fair mit dem Text von My Generation. Eine deutsche Version mit dem Titel Es wär’ so schön gewesen findet sich auf dem ersten Album der Band Zoff.